# Net als dansen
Net als dansen is een nummer van de Nederlandse zanger Guus Meeuwis uit 2021.
Het nummer is mede geschreven en geproduceerd door Armin van Buuren. Tijdens een telefoontje over The Streamers kregen Meeuwis en Van Buuren het idee om samen een plaat te maken. Het nummer is geïnspireerd uit de muziek uit de jaren '80, waarvoor Meeuwis en Van Buuren een gezamenlijke voorliefde delen. Meeuwis noemt Nederpopbands als Toontje Lager en Het Goede Doel als inspiratie voor het nummer. "Net als dansen" bereikte de 23e positie in de Nederlandse Tipparade.